# Campeonato de Irlanda de Rally
El Campeonato de Irlanda de Rally de Asfalto es el principal campeonato nacional de rally de Irlanda, con pruebas tanto en el Norte como en la República. Se organiza anualmente desde 1978.

## Pruebas del campeonato
En la actualidad el campeonato se compone de las siguientes pruebas:
- Rally Internacional de Galway (Galway)
- Rally Circuito de Irlanda (Irlanda del Norte)
- Rally de los Lagos (Kerry)
- Rally Internacional de Donegal (Donegal)
- Rally Internacional del Úlster (Úlster)
- Rally Cork 20 (Cork)

## Pruebas anteriores
Las siguientes pruebas formaron parte del campeonato:
- Rally Internacional de la Isla de Man - desde 2002 (Isla de Man)
- Rally Memorial Jim Clark - desde 2002 (Escocia)
- Rally Summit 2000 - en 2000 (Cavan y Fermanagh)
- Rally de Irlanda - en 2005 y 2006

## Palmarés
| Año  | Piloto                                                      | Copiloto                                                    | Marca                                                       |
| ---- | ----------------------------------------------------------- | ----------------------------------------------------------- | ----------------------------------------------------------- |
| 1978 | John Taylor                                                 | John Jenson                                                 | Ford Escort RS1800                                          |
| 1979 | Brian Nelson                                                | Rodney Cole                                                 | Ford Escort RS1800                                          |
| 1980 | Jimmy McRae                                                 | Frank Main                                                  | Vauxhall Chevette HSR                                       |
| 1981 | Jimmy McRae                                                 | Ian Grindrod                                                | Opel Ascona 400                                             |
| 1982 | John Coyne                                                  | Christy Farrell                                             | Lotus Sunbeam                                               |
| 1983 | Austin McHale                                               | Christy Farrell                                             | Vauxhall Chevette HSR                                       |
| 1984 | Billy Coleman                                               | Ronan Morgan                                                | Opel Manta 400                                              |
| 1985 | Austin McHale                                               | Christy Farrell                                             | Opel Manta 400                                              |
| 1986 | Austin McHale                                               | Christy Farrell                                             | Opel Manta 400                                              |
| 1987 | Mark Lovell                                                 | Roger Freeman                                               | Ford Sierra Cosworth                                        |
| 1988 | Mark Lovell                                                 | Terry Harryman                                              | Ford Sierra Cosworth                                        |
| 1989 | Russell Brookes                                             | Diekman/Wilson/Brown                                        | Ford Sierra Cosworth                                        |
| 1990 | Bertie Fisher                                               | Rory Kennedy                                                | BMW M3                                                      |
| 1991 | Kenny McKinstry                                             | Robbie Philpott                                             | Ford Sierra Cosworth                                        |
| 1992 | Bertie Fisher                                               | Rory Kennedy                                                | Subaru Legacy RS                                            |
| 1993 | Bertie Fisher                                               | Rory Kennedy                                                | Subaru Legacy RS                                            |
| 1994 | Kenny McKinstry                                             | Robbie Philpott                                             | Subaru Legacy RS                                            |
| 1995 | Frank Meagher                                               | Pat Moloughney                                              | Ford Escort RS Cosworth                                     |
| 1996 | Bertie Fisher                                               | Rory Kennedy                                                | Subaru Impreza 555                                          |
| 1997 | Austin McHale                                               | Brian Murphy                                                | Toyota Celica GT-Four ST185                                 |
| 1998 | Austin McHale                                               | Brian Murphy                                                | Toyota Celica GT-Four ST185                                 |
| 1999 | Ian Greer                                                   | Dean Beckett                                                | Toyota Celica GT-Four ST205                                 |
| 2000 | Andrew Nesbitt                                              | James O'Brien                                               | Subaru Impreza S5 WRC 99                                    |
| 2001 | Cancelado por la crisis de la enfermedad de las vacas locas | Cancelado por la crisis de la enfermedad de las vacas locas | Cancelado por la crisis de la enfermedad de las vacas locas |
| 2002 | Andrew Nesbitt                                              | James O'Brien                                               | Subaru Impreza S6 WRC 2000                                  |
| 2003 | Derek McGarrity                                             | Dermot O'Gormon                                             | Subaru Impreza S8 WRC 2002                                  |
| 2004 | Derek McGarrity                                             | Dermot O'Gormon                                             | Subaru Impreza S9 WRC 2003                                  |
| 2004 | Eugene Donnelly                                             | Paul Kiely                                                  | Toyota Corolla WRC                                          |
| 2005 | Eugene Donnelly                                             | Paul Kiely                                                  | Toyota Corolla WRC                                          |
| 2006 | Eugene Donnelly                                             | Paul Kiely                                                  | Toyota Corolla WRC                                          |
| 2007 | Eugene Donnelly                                             | Paul Kiely                                                  | Subaru Impreza S12 WRC 2006                                 |
| 2008 | Eamonn Boland                                               | Damien Morrisey                                             | Subaru Impreza S12B WRC 2007                                |
| 2009 | Eugene Donnelly                                             | Paddy Toner                                                 | Škoda Fabia WRC                                             |
| 2010 | Gareth McHale                                               | Brian Murphy                                                | Ford Focus RS WRC 06                                        |
| 2011 | Tim McNulty                                                 | Paul Kiely                                                  | Subaru Impreza S12B WRC 2007                                |
| 2012 | Darren Gass                                                 | Enda Sherry                                                 | Subaru Impreza S10 WRC 2004                                 |
| 2013 | Garry Jennings                                              | Kevin Flanagan (co-driving for Donagh Kelly)                | Subaru Impreza S12B WRC '07                                 |
| 2014 | Declan Boyle                                                | Brian Boyle                                                 | Subaru Impreza S12B WRC                                     |
| 2015 | Donagh Kelly                                                | Ciaran Geaney (co-driving for Joe McGonigle)                | Ford Focus WRC                                              |
| 2016 | Keith Cronin                                                | Mikie Galvin                                                | Citroën DS3 R5 2016                                         |
| 2017 | Sam Moffett                                                 | Karl Atkinson                                               | Ford Fiesta R5                                              |
| 2018 | Josh Moffett                                                | Andy Hayes                                                  | Ford Fiesta R5                                              |
| 2019 | Craig Breen                                                 | Paul Nagle                                                  | Ford Fiesta R5                                              |
| 2020 | Cancelado debió a la pandemia de COVID-19                   | Cancelado debió a la pandemia de COVID-19                   | Cancelado debió a la pandemia de COVID-19                   |
| 2021 | Cancelado debió a la pandemia de COVID-19                   | Cancelado debió a la pandemia de COVID-19                   | Cancelado debió a la pandemia de COVID-19                   |
| 2022 | Josh Moffett                                                | Andy Hayes                                                  | Hyundai i20 R5                                              |